# Sherlock Holmes Chronicles
Sherlock Holmes Chronicles ist eine Hörspielserie von WinterZeit Audiobooks. Die Reihe erscheint seit 2012 auf CD und als Download, ausgewählte Folgen werden unter dem Titel Sherlock Holmes – Die besten Geschichten staffelweise auch auf Schallplatte veröffentlicht. Zudem entstanden die in unregelmäßigen Abständen fortgesetzte Unterreihe Sherlock Holmes Phantastik und diverse Sonderveröffentlichungen.

## Inhalt
Während anfänglich Pastiche-Romane und -Kurzgeschichten nach Vorlagen aus dem Blitz-Verlag für die Reihe als inszenierte Lesungen mit Geräuschen und Musik bearbeitet wurden, erschienen unter dem Verlagspseudonym James A. Brett bald auch Originalhörspiele sowie Kanon-Bearbeitungen nach Sir Arthur Conan Doyle und Hörspiele nach Pastiches weiterer Buchverlage innerhalb der Reihe.

## Hauptrollen
Die Hauptrollen sprechen Till Hagen als Sherlock Holmes und Tom Jacobs als Dr. Watson. Sofern die Folgen in Holmes Jugendzeit spielen, spricht Karlo Hackenberger den Detektiv. 
Weitere regelmäßige Sprecher sind Margot Rothweiler (Mrs Hudson), Oliver Feld (Mycroft Holmes) sowie Bernd Vollbrecht (Inspektor Lestrade).

## Folgen
| Nr.   | Folge                                                 | Nach einer Geschichte von |
| ----- | ----------------------------------------------------- | ------------------------- |
| 1     | Die Moriarty-Lüge                                     | J.J. Preyer               |
| 2     | Die Zeitmaschine                                      | Ralph E. Vaughan          |
| 3     | Der Werwolf                                           | Klaus-Peter Walter        |
| 4     | Der Teufel von St. James                              | J.J. Preyer               |
| 5     | Der Rote Löwe                                         | Wolfgang Schüler          |
| 6     | Das Geheimnis Von Compton Lodge                       | Peter Jackop              |
| 7     | Die Büste der Primavera                               | Franziska Franke          |
| 8*    | Die verschwundene Mrs. Hudson                         | Heiko Grießbach           |
| 9     | Das Freimaurer-Komplott                               | J.J. Preyer               |
| 10    | Die weiße Frau                                        | Klaus-Peter Walter        |
| 11    | Der Fluch der Titanic                                 | J.J. Preyer               |
| 12    | Die drei Beldonis                                     | Wolfgang Schüler          |
| 13    | Der Fall "Buffalo Bill"                               | Klaus-Peter Walter        |
| 14    | Der Club des Höllenfeuers                             | Franziska Franke          |
| 15    | Das Beryll-Diadem                                     | Sir Arthur Conan Doyle    |
| 16    | Die Unbekannte aus der Themse                         | M. & M. Hardwick          |
| 17    | Der Flottenvertrag                                    | Sir Arthur Conan Doyle    |
| 18    | Die Drachenlady                                       | Klaus-Peter Walter        |
| 19    | Der zweite Blutfleck                                  | Sir Arthur Conan Doyle    |
| 20.1  | Der Fall der "Gloria Scott"                           | Sir Arthur Conan Doyle    |
| 20.2  | Der verschwundene Fakir                               | Erik Hauser               |
| 21    | Der Fall "Hieronymus Bosch"                           | Martin Barkawitz          |
| 22    | Der Fall der "My Fair Lady"                           | Klaus-Peter Walter        |
| 23*   | Der Geist von Muirhurst Cottage                       | T. Carpenter              |
| 24    | Die Teufelskralle                                     | Sir Arthur Conan Doyle    |
| 25.1  | Der Hund der Baskervilles                             | Sir Arthur Conan Doyle    |
| 25.2  | Rückkehr nach Baskerville Hall (Die Rache des Hundes) | M. Hardwick               |
| 26    | Sein schrecklichster Fall                             | Gary Lovisi               |
| 27.1  | Die drei Studenten                                    | Sir Arthur Conan Doyle    |
| 27.2  | Die drei Kameraden                                    | Barbara Büchner           |
| 28    | Der Orchideenzüchter                                  | Klaus-Peter Walter        |
| 29.1  | Der schwarze Peter                                    | Sir Arthur Conan Doyle    |
| 29.2  | Das Glas mit dem Magenbitter                          | Wolfgang Schüler          |
| 30.1  | Das gelbe Gesicht                                     | Sir Arthur Conan Doyle    |
| 30.2  | Die beiden Sonderlinge                                | Barbara Büchner           |
| 31.1  | Die Gutsherren von Reigate                            | Sir Arthur Conan Doyle    |
| 31.2  | Dornröschenschlaf                                     | Franziska Franke          |
| 32.1  | Die brennende Brücke                                  | Ramon Scapari             |
| 32.2  | Stimmen aus dem Jenseits                              | Vincent Voss              |
| 33    | Die Diamanten der Prinzessin                          | E. C. Watson              |
| 34    | Das Rätsel der Ansichtskarten                         | James A. Brett            |
| 35    | Holmes soll sterben                                   | Heiko Grießbach           |
| 36    | Die Entführung aus der Klosterschule                  | Sir Arthur Conan Doyle    |
| 37.1  | Der verschwundene Diplomat                            | Peter Jackob              |
| 37.2  | Der rheingauer Prinzenraub                            | Karsten Eichner           |
| 38    | Das getupfte Band                                     | Sir Arthur Conan Doyle    |
| 39    | Die Rache des Pharao                                  | James A. Brett            |
| 40    | Der Detektiv auf dem Sterbebett                       | Sir Arthur Conan Doyle    |
| 41    | Der Fluch von Blackwood Castle                        | E. C. Watson              |
| 42    | Das verwunschene Haus                                 | James A. Brett            |
| 43.1  | Das Familienritual                                    | Sir Arthur Conan Doyle    |
| 43.2  | Belladonna                                            | J. J. Preyer              |
| 44    | Der todkranke Patient                                 | Heiko Grießbach           |
| 45    | Im Auftrag der Krone                                  | G. G. Grandt              |
| 46    | Der Baumeister von Norwood                            | Sir Arthur Conan Doyle    |
| 47    | Verrat um Mitternacht                                 | James A. Brett            |
| 48.1  | Die verschwundene Witwe                               | Klaus-Peter Walter        |
| 48.2  | Das indische Kraut                                    | Klaus-Peter Walter        |
| 48.3  | „Old Shatterhand“                                     | Klaus-Peter Walter        |
| 48.4  | Der ägyptische Gnom                                   | Martin Barkawitz          |
| 49    | Silver Blaze                                          | Sir Arthur Conan Doyle    |
| 50    | Der verbrauchte Talisman                              | Michael Buttler           |
| 51    | 28 Stufen                                             | James A. Brett            |
| 52.1  | Die Geisterschlange                                   | Guido Krain               |
| 52.2  | Fünf Apfelsinenkerne                                  | Sir Arthur Conan Doyle    |
| 53    | Spuk im Strandhaus                                    | Peter Neal                |
| 54    | Die Kaiserattentate                                   | G. G. Grandt              |
| 55    | Der Club der Rothaarigen                              | Sir Arthur Conan Doyle    |
| 56    | Die Akte Ludwig II.                                   | James A. Brett            |
| 57    | Die Katakomben von Paris                              | Franziska Franke          |
| 58    | Das Vier-Pfeifen-Problem                              | James A. Brett            |
| 59    | Der Goldene Kneifer                                   | Sir Arthur Conan Doyle    |
| 60    | Der Albtraum-Express                                  | Peter Neal                |
| 61    | Sechsmal Napoleon                                     | Sir Arthur Conan Doyle    |
| 62    | Der Artillerist im Ruhestand                          | Klaus-Peter Walter        |
| 63    | Der blutrote Edelstein                                | Rolf Krohn                |
| 64    | Der Mörder von Dresden                                | Wolfgang Schüler          |
| 65    | Die verschwundene Braut                               | Sir Arthur Conan Doyle    |
| 66    | Holmes gegen Holmes                                   | James A. Brett            |
| 67    | Die Selbstmörder von Harrogate                        | T. Carpenter und G. Krain |
| 68    | Der niedergelassene Patient                           | Sir Arthur Conan Doyle    |
| 69    | Der gelbe Tropfen                                     | Rolf Krohn                |
| 70    | Der einsame Radfahrer                                 | Sir Arthur Conan Doyle    |
| 71    | Die Spur des Falken                                   | James A. Brett            |
| 72.1  | Betrifft: Vampire! - Der Vampir von Sussex            | Sir Arthur Conan Doyle    |
| 72.2  | Der Vampir von Lymington                              | T. Bern                   |
| 73    | Die Kombinationsmaschine                              | Klaus-Peter Walter        |
| 74    | Abbey Grange                                          | Sir Arthur Conan Doyle    |
| 75    | Mord im Mädcheninternat                               | James A. Brett            |
| 76    | Der Daumen des Ingenieurs                             | Sir Arthur Conan Doyle    |
| 77    | Das Rätsel des Rad fahrenden Affen                    | D. & F. Hoese             |
| 78    | Das Todeskarussell                                    | James A. Brett            |
| 79.1  | Die verschleierte Mieterin                            | Sir Arthur Conan Doyle    |
| 79.2  | Die Löwenmähne                                        | Sir Arthur Conan Doyle    |
| 80.1  | Der grüne Dunst                                       | Rolf Krohn                |
| 80.2  | Das blaue Licht                                       | Rolf Krohn                |
| 81    | Die Pappschachtel                                     | Sir Arthur Conan Doyle    |
| 82    | Die Geheimwaffe                                       | Andreas Zwengel           |
| 83.1  | Ein fast perfekter Mord                               | James A. Brett            |
| 83.2  | Seine Abschiedsvorstellung                            | Sir Arthur Conan Doyle    |
| 84    | Der rote Kreis                                        | Sir Arthur Conan Doyle    |
| 85    | Das schwarze Phantom                                  | E. C. Watson              |
| 86    | Das Rätsel der schwarzen Abtei                        | E. C. Watson              |
| 87    | Insel der Schatten                                    | Peter Neal                |
| 88    | Wisteria Lodge                                        | Sir Arthur Conan Doyle    |
| 89    | Das Rätsel der heiligen Familie                       | James A. Brett            |
| 90    | Das seltsame Verschwinden der Lady Frances Carfax     | Sir Arthur Conan Doyle    |
| 91    | Das Mörder Moor                                       | Peter Neal                |
| 92.1  | Der Angestellte des Börsenmaklers                     | Sir Arthur Conan Doyle    |
| 92.2  | Ein Skandal in Böhmen                                 | Sir Arthur Conan Doyle    |
| 93    | Der Tempel der Kali                                   | James A. Brett            |
| 94    | Die tanzenden Männchen                                | Sir Arthur Conan Doyle    |
| 95    | Das Geheimnis der indianischen Maske                  | E. C. Watson              |
| 96    | Mord im Tower                                         | James A. Brett            |
| 97    | Die Thor-Brücke                                       | Sir Arthur Conan Doyle    |
| 98    | Der Erpresser von Edinburgh                           | Francis London            |
| 99    | Der erbleichte Soldat                                 | Sir Arthur Conan Doyle    |
| 100.1 | Sein letzter Fall                                     | Sir Arthur Conan Doyle    |
| 100.2 | Das leere Haus                                        | Sir Arthur Conan Doyle    |
| 101.1 | Graf Negretto Sylvius                                 | Francis London            |
| 101.2 | Der Mazarin-Stein                                     | Sir Arthur Conan Doyle    |
| 102   | Das Haus bei den Blutbuchen                           | Sir Arthur Conan Doyle    |
| 103   | Der ägyptische Schatz                                 | Francis London            |
| 104   | Der Mann mit der Narbe                                | Sir Arthur Conan Doyle    |
| 105   | Das Mörderspiel                                       | James A. Brett            |
| 106   | Die Bruce Partington Pläne                            | Sir Arthur Conan Doyle    |
| 107   | Rosie’s Hall                                          | Michael Buttler           |
| 108   | Der verkrüppelte Mann                                 | Sir Arthur Conan Doyle    |
| 109   | Der Greifer                                           | Peter Neal                |
| 110   | Doppelte Täuschung                                    | Klaus-Peter Walter        |
| 111   | Das Rätsel von Boscombe Valley                        | Sir Arthur Conan Doyle    |
| 112   | Der bengalische Tiger                                 | Michael Buttler           |
| 113   | 13 Koffer                                             | Peter Neal                |
| 114   | Tod eines Kritikers                                   | James A. Brett            |
| 115   | Die Leiche des Meisterdetektivs                       | Andreas Zwengel           |
| 116   | Die drei Garridebs                                    | Sir Arthur Conan Doyle    |
| 117   | Die französischen Wertpapiere                         | Francis London            |
| 118   | Das Tal der Angst                                     | Sir Arthur Conan Doyle    |
| 119   | Die Mannequin-Morde                                   | Peter Neal                |
| 120   | Der Mann mit dem geduckten Gang                       | Sir Arthur Conan Doyle    |
| 121   | Die Schule der Verbrecher                             | E. C. Watson              |

*neu aufgelegte Folgen (s. auch Tabelle unten)
| Folge                                                                       | Nach einer Geschichte von         |
| --------------------------------------------------------------------------- | --------------------------------- |
| Halloween-Special 01: Der kopflose Reiter                                   | James A. Brett                    |
| Oster-Special 01: Das goldene Osterei                                       | Markus Winter, Klaus-Peter Walter |
| Oster-Special 02: Immer Ostern für Sherlock Holmes oder Auftrag in Kiew     | Markus Winter, Klaus-Peter Walter |
| Sonderedition 01: Das Todesvirus                                            | James A. Brett                    |
| Sonderedition 02: Der Blutsauger von London, Teil 1: Der Engel vom East-End | Markus Winter                     |
| X-MAS-Special 01: Der diebische Weihnachtsmann                              | Klaus-Peter Walter                |
| X-MAS-Special 02: Tödliche Weihnachten                                      | Klaus-Peter Walter                |
| X-MAS-Special 03: Die andere Frau                                           | Klaus-Peter Walter                |
| X-MAS-Special 04: Das Rätsel der grauen Katze                               | James A. Brett                    |
| X-MAS-Special 05: Der blaue Karfunkel                                       | Sir Arthur Conan Doyle            |
| X-MAS-Special 06: Blutiger Weihnachtsabend                                  | Francis London                    |
| X-MAS-Special 07: Die Weihnachtsbande                                       | James A. Brett                    |

| Nr. | Folge                                  | Nach einer Geschichte von |
| --- | -------------------------------------- | ------------------------- |
| 8   | Die Jagdgesellschaft von Billingshurst | Peter Jackop              |
| 23  | Der Geist von Carnington Hall          | Anke Bracht               |

## Auszeichnungen
2013 wurden die Sherlock Holmes Chronicles mit dem „Blauen Karfunkel“ der Deutschen Sherlock-Holmes-Gesellschaft ausgezeichnet.